# Stenden Hogeschool

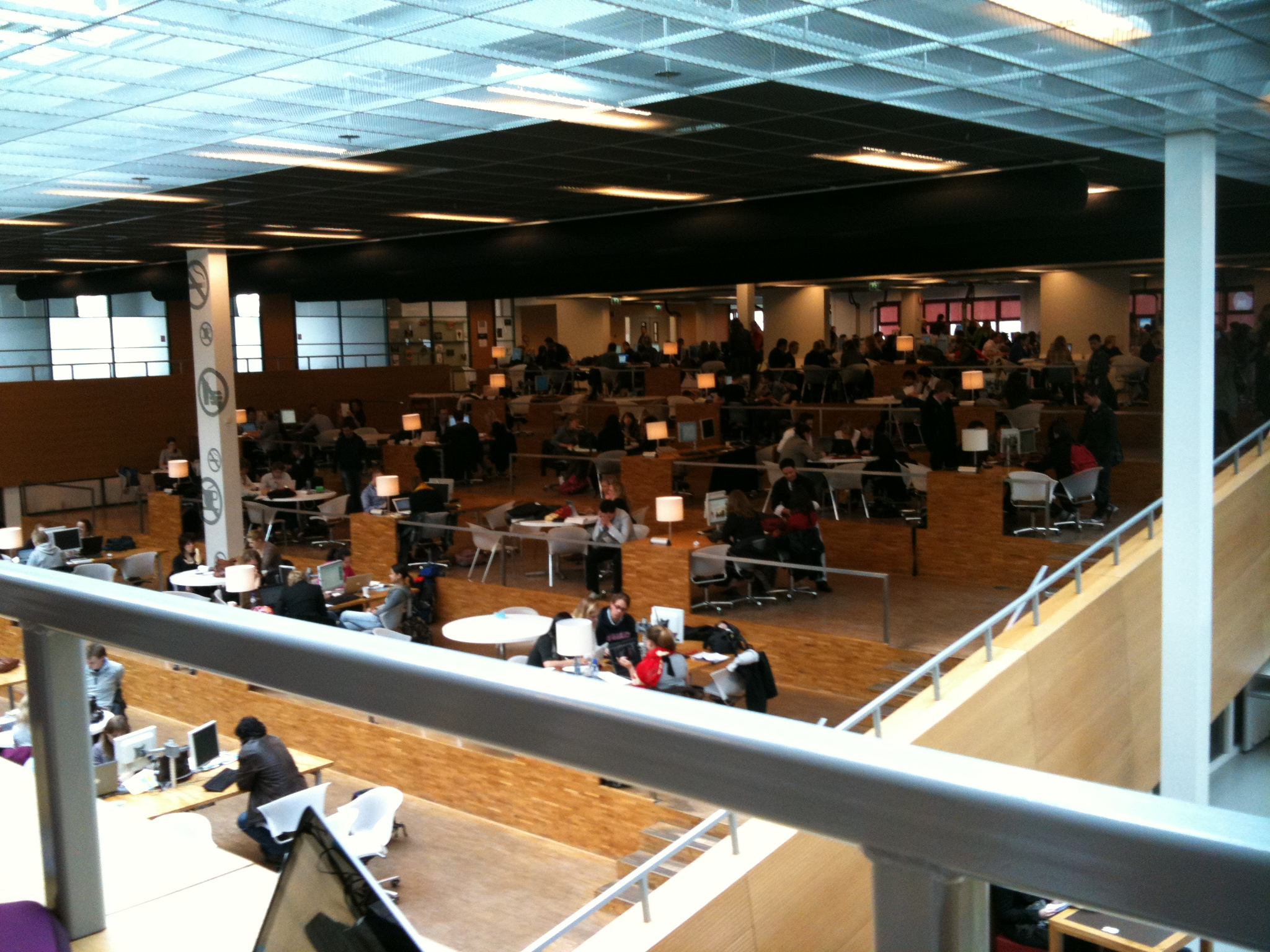
Studielandschap in Leeuwarden

Stenden Hogeschool was van 2008 tot 2018 een onderwijsconglomeraat in Noord-Nederland. Op 1 januari 2008 is het ontstaan uit een fusie tussen Hogeschool Drenthe en de Christelijke Hogeschool Nederland (CHN). Op 1 januari 2018 fuseerde het samen met de NHL Hogeschool tot de NHL Stenden Hogeschool. Bestuursvoorzitter was Leendert Klaassen.

## Achtergrond
Stenden Hogeschool telt meer dan 11.000 studenten en ruim 1000 medewerkers. De hogeschool heeft vestigingen in Emmen, Meppel, Assen, Groningen en Leeuwarden,  Zuid-Afrika (Port Alfred), Indonesië (Bali) en Thailand (Bangkok).
Het aanbod aan opleidingen bestaat uit associate degrees, bacheloropleidingen en masteropleidingen in de domeinen (Service) Management, Zorg, Educatie, Economie en Techniek.

## Geschiedenis
Stenden Hogeschool is qua naam vrij nieuw (januari 2008). Toch kent de hogeschool een lange historie, doordat ze het resultaat is van een fusie van de Christelijke Hogeschool Nederland (CHN) en Hogeschool Drenthe (HD). De fusiepartners hebben ieder hun eigen ontstaansgeschiedenis, die in 1845 in Meppel begon met de particuliere opleiding voor onderwijzers.
In Emmen, Assen en Meppel werd gestart met de drie pabo's. Begin jaren tachtig kwam daar de laboratoriumopleiding IHBO bij in Emmen en niet lang daarna de HEAO. Halverwege de jaren tachtig zijn deze opleidingen gefuseerd tot de Hogeschool Drenthe. In 1987 begon locatie Leeuwarden met jeugdwelzijnswerk en de Hotel Management School Leeuwarden (HMSL), welke toen zijn gefuseerd tot Christelijke Hogeschool Noord Nederland (CHNN). Sinds januari 2008 is de Hogeschool Drenthe gefuseerd met de Christelijke Hogeschool Nederland (CHN) in Leeuwarden tot Stenden Hogeschool. Sindsdien zijn zowel locatie Emmen als Leeuwarden uitgebreid; naast Nederlandse studenten studeren er ook studenten uit andere Europese landen en uit Azië.

## Bachelor (HBO) Opleidingen

### ManagementenEconomie
- Bedrijfseconomie- locatie Emmen
  - Financial Service Management
- Commerciële Economie- locatie Emmen
  - Travel Trade & Event Marketing
  - Sport Marketing (voorheen Sportmanagement)
  - Equine Marketing (voorheen Horse Business Management)
- International Business and Languages- locatie Emmen
- Marketing
- Logistiek en Economie- locatie Emmen
- Hoger Hotelonderwijs- locatie Leeuwarden
- Hoger Toeristisch en Recreatief Onderwijs- locatie Leeuwarden
- Vrijetijdsmanagement- locatie Leeuwarden
- International Applied Business Administration- locatie Leeuwarden
- Personeel en Arbeid- locatie Leeuwarden
- International Business and Management Studies- locatie Leeuwarden
- Small Business and Retail Management- locatie Leeuwarden

### TechniekenICT
- Werktuigbouwkunde- locatie Emmen
  - Ontwerp, Ontwikkeling en Prototyping
  - Onderhoudsmanagement en -technologie
  - Commercieel Werktuigbouwkundig Ingenieur

- Life Science (HLO)- locatie Emmen
  - Chemie
  - Biologie en Medisch Laboratoriumonderzoek

- Informatica- locatie Emmen
  - Technische Informatica
  - Mens en Informatica
    - ICT-Beheer
    - Software Engineering
    - Multi Media, Development & Design

- Elektrotechniek- locatie Emmen (tot 2005)

### Mediaopleiding
- Media & Entertainment Management- locatie Leeuwarden

### OnderwijsenEducatie
- Pabo Assen (De Eekhorst)
  - Openbaar onderwijs
  - Diploma Christelijk BasisOnderwijs (DCBO)
  - Daltononderwijs
  - Jenaplanonderwijs
  - Montessorionderwijs
- Openbare Pabo Emmen
- Openbare Pabo Meppel
- Christelijke Pabo Emmen
- Christelijke Pabo Groningen
- Christelijke Pabo Leeuwarden

### Zorg opleidingen
- Sociaal Pedagogische Hulpverlening- locatie Leeuwarden
- Creatieve Therapie- locatie Leeuwarden

## Master opleidingen
- Master in International Leisure and Tourism Studies- locatie Leeuwarden
- Master in International Service Management- locatie Leeuwarden
- Master of Learning and Innovation- locatie Leeuwarden
- Master of Special Educational Needs- locatie Leeuwarden

### Engelstalige opleidingen
- International Information Technology- locatie Emmen
- International Logistics Management- locatie Emmen
- International Information and Communication Management- locatie Emmen
- International Business and Languages- locatie Emmen
- Marketing- locatie Emmen
- International Hospitality Management- locatie Leeuwarden
- International Tourism Management- locatie Leeuwarden
- Media and Entertainment Management- locatie Leeuwarden
- International Business and Management Studies- locatie Leeuwarden
- Small Business and Retail Management- locatie Leeuwarden
- International Applied Business Administration- locatie Leeuwarden
- Leisure Management- locatie Leeuwarden

## Locaties

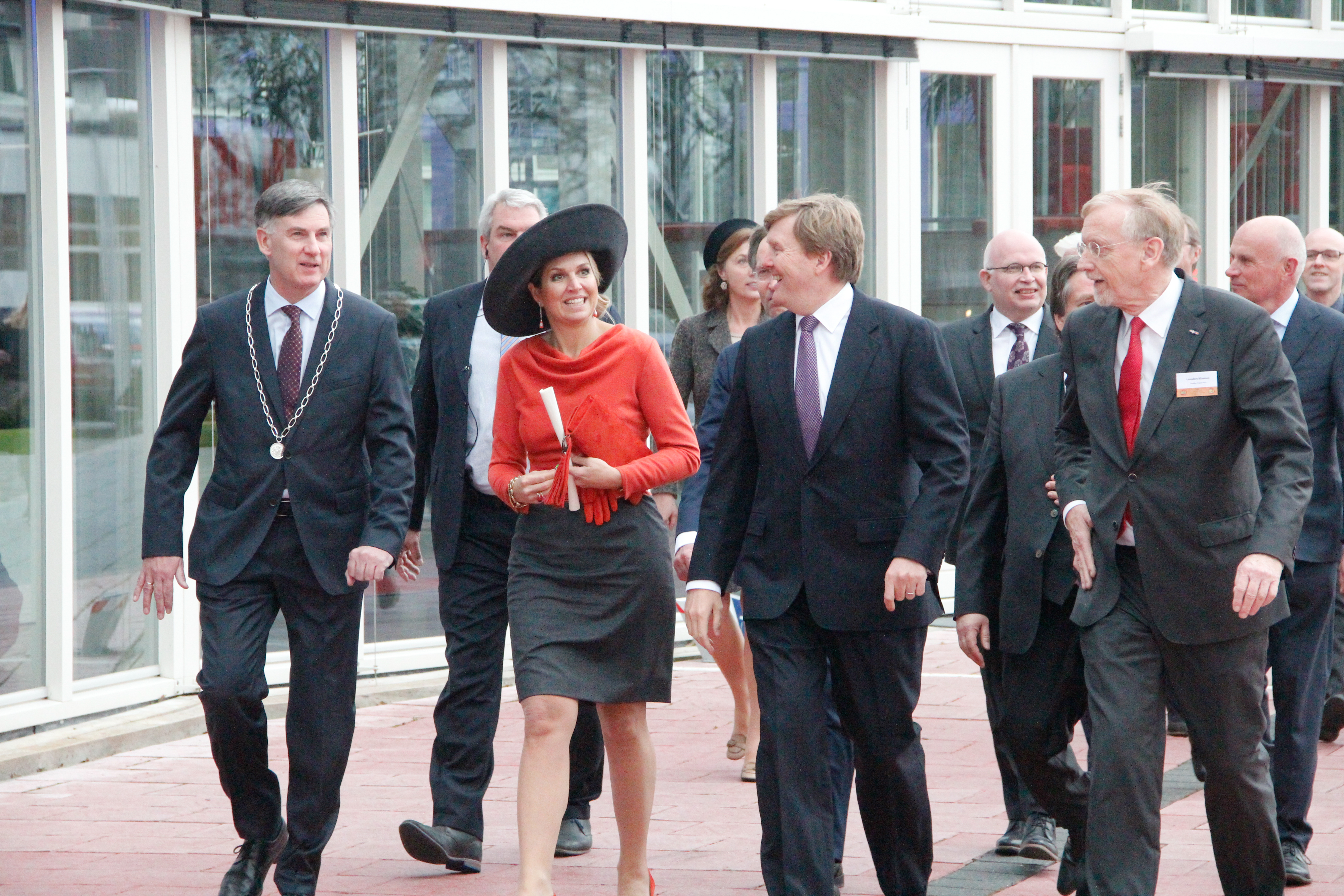
Koning Willem-Alexander en Koningin Maxima tijdens hun bezoek aan de vestiging in Emmen (2015)

Stenden Hogeschool heeft verschillende vestigingen in andere plaatsen in Noord-Nederland en buiten Europa:
- Locatie Leeuwarden
- Locatie Emmen
- Locatie Groningen
- Locatie Meppel
- Locatie Assen
- Locatie Zuid-Afrika: Port Alfred
- Locatie Thailand: Bangkok
- Locatie Indonesië: Bali

Er was ook een vestiging in Doha, Qatar. Deze vestiging is in 2019 gesloten omdat de Onderwijsinspectie stelde dat er onvoldoende waarborgen zijn bij het toekennen van diploma's bij die vestiging

## Varia
- Stenden presenteert zich in het buitenland als Stenden University of Applied Sciences (Nederlandse hogescholen kunnen zich in het Engels University of Applied Sciences noemen).